# Ross Peaks
Ross Peaks är en bergstopp i Antarktis. Den ligger på Laurie Island i Sydorkneyöarna. Argentina och Storbritannien gör anspråk på området. Toppen på Ross Peaks är 532 meter över havet.
Terrängen runt Ross Peaks är huvudsakligen kuperad, men österut är den platt. Havet är nära Ross Peaks österut. Ross Peaks är den högsta punkten i trakten. Trakten är obefolkad.